# Marius Holtet
Marius Holtet, född 31 augusti 1984 i Hamar, är en norsk före detta  ishockeyspelare. Han avslutade sin karriär i svenska SHL-laget Färjestad BK.
Han draftades av Dallas Stars 2002, och är den norska hockeyspelaren att bli vald tidigast någonsin i en NHL-draft, då han listades i andra rundan som 42:a spelaren totalt.

## Karriär
Holtets moderklubb är Storhamar Dragons i Norge. Han inledde sin professionella ishockeykarriär 2000 när han flyttade till Sverige och Färjestads BK för att spela juniorhockey. I början av säsongen 2002/2003 gick han över till division 1 laget Skåre BK. Senare samma säsong flyttade han till den allsvenska hockeyklubben Bofors IK, för vilka han spelade två säsonger och gjorde sammanlagt 16 poäng på 57 spelade matcher.
Inför säsongen 2004/2005 skrev han på ett kontrakt med NHL-klubben Dallas Stars. Han fick aldrig chansen i NHL utan fick istället spela i AHL för klubbarna Houston Aeros och Iowa Stars. Han spelade sammanlagt 254 AHL-matcher och svarade för 83 poäng (42+41).
I april 2008 skrev han på ett tvåårskontrakt med elitserielaget Färjestad BK. Under sin första säsong i Färjestad var han med och vann SM-guld. Säsongen 2010/2011 tog han sitt andra SM-guld med Färjestad. Han spelade endast 29 matcher under säsongen 2013/2014 då han drabbades av en hjärnskakning. Han missade även hela säsongen 2014/2015.
Den 11 december 2015 offentliggjordes det att Marius Holtet avslutar sin aktiva ishockeykarriär efter sviterna av en hjärnskakning.

## Landslagskarriär
Holtet har representerat det norska ishockeylandslaget vid ett antal tillfällen. Bland annat år 2006 var han med Norge i ishockey-VM i Lettland.  

## Meriter
- SM-guld 2009 och 2011 med Färjestad BK.